# 日本アジア証券
日本アジア証券株式会社（にほんアジアしょうけん）は、東京都中央区に本社を置いていた日本の証券会社。2018年（平成30年）7月1日、親会社の藍澤證券に吸収合併され解散した。

## 沿革
- 1903年（明治36年）7月 - 金万商店創業[2]。
- 1921年（大正10年）11月 - 中央証券設立[2]。
- 1930年（昭和5年）1月 - 中央証券と金万商店が合併、金万証券が発足[2]。
- 1999年（平成11年）9月 - Japan Asia Holdings Limited（本社：香港）東京駐在員事務所設立[2]。
- 2001年（平成13年）
  - 5月 - 日本アジアホールディングズによる日本での事業開始[2]。
  - 6月 - 日本アジアホールディングズによる丸金証券経営権取得[2]。
  - 12月 - 日本アジアホールディングズによる金万証券経営権取得[2]。
- 2002年（平成14年）
  - 1月 - 日本アジア証券」に商号変更し、丸金証券から営業譲渡[2]。
  - 12月 - ユニコム証券を日本アジア証券に統合[2]。
- 2003年（平成15年）
  - 7月
    - 日本アジア証券（旧金万証券） 「創業100周年」[2]。
    - 丸宏大華証券を日本アジア証券に統合[2]。
- 2004年（平成16年）10月 - 山源証券の営業の一部を日本アジア証券に統合[2]。
- 2012年（平成24年）12月 - 多摩證券を日本アジア証券に統合[2]。
- 2015年（平成27年）7月 - 親会社の日本アジアホールディングズより、子会社管理事業を承継。日本アジアホールディングズは日本アジアグループに吸収合併され、当社は日本アジアグループの直接の子会社となる。
- 2017年（平成29年）
  - 3月1日 - 親会社の日本アジアグループが藍澤證券に全株式を譲渡。藍澤證券の完全子会社となる[3][4]。
  - 3月31日 - 完全子会社であったおきなわ証券の全株式を沖縄銀行に譲渡[5][6]。
- 2018年（平成30年）7月1日 - 藍澤證券に吸収合併され、法人格消滅。[7]。

## 本・支店
関東地方、近畿地方を中心に25本・支店を有していた。藍澤證券との統合にあたり、重複店舗の統廃合が行われた。大阪支店、生駒支店、京都支店は日本アジア証券側の店舗が存続し、静岡支店、広島支店は藍澤證券側の店舗が存続となった。本店は本店営業第三部に引き継がれた。そのほかの店舗は従前藍澤證券が未進出だった名古屋支店や宮崎支店、多摩證券から継承した青梅支店や福生支店など大部分が藍澤證券の支店として存続している。